# Yamaha Factory Racing
Het Yamaha Factory Racing is het officiële fabrieksteam van Yamaha in de koningsklasse van het wereldkampioenschap wegrace, de MotoGP. Het team werd in 1999 opgericht na het terugtrekken van Wayne Rainey, die twee jaar lang een door de fabriek ondersteund team aan de toenmalige 500 cc-klasse had. Het team had in eerste instantie het hoofdkwartier in Nederland, maar verhuisde in 2002 naar Italië.
In 2008 wist het team zowel de titel voor de constructeurs als de rijdertitel binnen te slepen. Het seizoen 2009 herhaalde het team dit resultaat, met Valentino Rossi op de eerste en Jorge Lorenzo op de tweede positie in het kampioenschap
In Oktober 2021 is de 1e Franse rijder ooit 'Fabio Quartararo' kampioen geworden (Bij Yamaha) in de MotoGP

## Resultaten
| Seizoen | Pos. | Coureur           |
| ------- | ---- | ----------------- |
| 2001    | 2e   | Max Biaggi        |
| 2001    | 6e   | Carlos Checa      |
| 2002    | 2e   | Max Biaggi        |
| 2002    | 5e   | Carlos Checa      |
| 2003    | 7e   | Carlos Checa      |
| 2003    | 15e  | Marco Melandri    |
| 2004    | 1e   | Valentino Rossi   |
| 2004    | 7e   | Carlos Checa      |
| 2005    | 1e   | Valentino Rossi   |
| 2005    | 4e   | Colin Edwards     |
| 2006    | 2e   | Valentino Rossi   |
| 2006    | 7e   | Colin Edwards     |
| 2007    | 3e   | Valentino Rossi   |
| 2007    | 9e   | Colin Edwards     |
| 2008    | 1e   | Valentino Rossi   |
| 2008    | 4e   | Jorge Lorenzo     |
| 2009    | 1e   | Valentino Rossi   |
| 2009    | 2e   | Jorge Lorenzo     |
| 2010    | 1e   | Jorge Lorenzo     |
| 2010    | 2e   | Valentino Rossi   |
| 2011    | 2e   | Jorge Lorenzo     |
| 2011    | 5e   | Ben Spies         |
| 2012    | 1e   | Jorge Lorenzo     |
| 2012    | 10e  | Ben Spies         |
| 2013    | 2e   | Jorge Lorenzo     |
| 2013    | 4e   | Valentino Rossi   |
| 2014    | 2e   | Valentino Rossi   |
| 2014    | 3e   | Jorge Lorenzo     |
| 2015    | 1e   | Jorge Lorenzo     |
| 2015    | 2e   | Valentino Rossi   |
| 2016    | 2e   | Valentino Rossi   |
| 2016    | 3e   | Jorge Lorenzo     |
| 2017    | 3e   | Maverick Vinales  |
| 2017    | 5e   | Valentino Rossi   |
| 2022    | 2e   | Fabio Quartararo  |
| 2022    | 19e  | Franco Morbidelli |
| 2023    | 8e   | Fabio Quartararo  |
| 2023    | 12e  | Franco Morbidelli |